# 牛沼
牛沼（うしぬま）は、埼玉県所沢市の大字。かつての埼玉県入間郡牛沼村。郵便番号は359-0026。 

## 地理
所沢市内の東部に位置する。松井地区に所属し、近隣の松郷・上安松・東新井町・こぶし町・下新井・南永井と隣接する。
地内中央を国道463号が東西に、また東端に埼玉県道126号所沢堀兼狭山線、西端に埼玉県道56号さいたまふじみ野所沢線が南北に通っている。
地区南部には東川が流れ、川沿いの桜並木道は「東川桜通り」と呼ばれている。地内は西部は住宅地、東部は畑などの農地、北部は山林が多くある。

### 河川
- 東川

### 地価
住宅地の地価は、2015年（平成27年）1月1日の公示地価によれば、牛沼字柳原179番1の地点で14万円/m2となっている。

## 歴史

### 沿革
- 1889年（明治22年）4月1日 - 町村制施行に伴い、上安松村、下安松村、下新井村、牛沼村が合併し、入間郡松井村の村域となる。
- 1943年（昭和18年）4月1日 - 松井村が所沢町・小手指村・山口村・吾妻村・富岡村と合併し、入間郡所沢町大字牛沼となる。
- 1950年（昭和25年）- 所沢町が市制を施行、所沢市となる。

### 地名の由来
かつて、現在の長栄寺閻魔堂付近に沼があり、その沼のかたちが牛に似ていたことから牛沼と呼ばれた。

## 世帯数と人口
2024年（令和6年）5月30日現在の世帯数と人口は以下の通りである。
| 大字 | 世帯数    | 人口    |
| ---- | --------- | ------- |
| 牛沼 | 1,801世帯 | 4,082人 |

## 小・中学校の学区
市立小・中学校に通う場合の学区（校区）は以下の通り
| 町丁 | 番・番地 | 小学校                       | 中学校                     |
| ---- | -------- | ---------------------------- | -------------------------- |
| 牛沼 | 北部     | 所沢市立若松小学校（下新井） | 所沢市立中央中学校（並木） |
| 牛沼 | 南部     | 所沢市立牛沼小学校           | 所沢市立東中学校           |

## 交通

### 鉄道
地内に鉄道は敷設されていない。

### 道路
- 国道463号
- 埼玉県道126号所沢堀兼狭山線（東京狭山線）
- 市道「東川桜通り」

交差点
- 若松小学校入口 ・牛沼 ・松郷（西）

バス
- 地内のバス停は「牛沼」。（西武バス「所59」東所沢駅行き/エステシティ行き）

## 施設
教育
- 所沢市立牛沼小学校
- 所沢市立若松小学校 - 校庭の一部が牛沼の区域に掛かる。
- 所沢市立東中学校
- けやき幼稚園[8]

敷地南傍に立つケヤキ（推定樹齢450年）は同市内の巨樹巨木に認定され、
なかでも最も大きな木のうちの一本とされている。
公共
- 関東運輸局埼玉運輸支局所沢自動車検査登録事務所
- 牛沼武蔵野集会所
- 所沢カルチャーパーク（敷地一部[10]）
- 牛沼けやき公園
- 南山公園

寺社・史跡
- 神明神社[注釈 2]
- 弥生神社
- 長栄寺

## 映画『となりのトトロ』の舞台
1988年公開のスタジオジブリ映画『となりのトトロ』(監督宮崎駿)で、主人公の家があるマツゴウ(松郷)の隣に位置する。ネコバスの行き先名に「牛沼」という名とバス停が出ているが、これは当地が舞台とされている。また、町域内には今は少ないが牧場があり、牛や豚などかいた。